# 2015年太平洋颶風季
2015年太平洋颶風季是每年一度全球熱帶氣旋產生週期的一部分。東太平洋颶風季從2015年5月15日至2015年11月結束；而中太平洋颶風季從2015年6月開始，至2015年11月結束。本條目的範圍僅侷限於赤道以北及國際換日線以東的太平洋，於赤道以北及國際換日線以西的太平洋水域產生的風暴則被稱為颱風，並被列入2015年太平洋颱風季。在東、中太平洋產生的熱帶風暴分別是由美國國家颶風中心及中太平洋颶風中心命名，國際編號分別為xxE或xxC。该风季是有史以来活跃率排名第二的飓风季 ，并追平1990年，1992年和2014年，同时飓风帕特里夏是西半球有史以来最强烈的飓风，气压达到了872百帕，创下了最低记录。一分钟最高持续风速高达每小时345公里(215英里)，又刷新了记录。
2015年太平洋颶風季第一個氣旋生成於2015年5月27日的颶風安德烈斯。以下各熱帶氣旋資訊以熱帶氣旋存在期間的最強形態為準。

## 熱帶氣旋

### 颶風安德烈斯（Andres）
2015年5月23日，一個低壓區在墨西哥南部海面上生成。上午5時，美國國家颶風中心（NHC）對其未來兩天發展評級為「LOW」並發展概率為0%，未來五天發展評級為「LOW」並發展概率為20%。
5月25日，美國海軍研究實驗室給予擾動編號92E。
5月26日下午11時，美國國家颶風中心對其未來兩天發展評級為「MEDIUM」並發展概率為40%，未來五天發展評級為「HIGH」並發展概率為80%。
5月27日上午11時，美國國家颶風中心對其未來兩天發展評級為「HIGH」並發展概率為80%，未來五天發展評級為「HIGH」並發展概率為90%。下午11時，美國國家颶風中心將其升格為熱帶低氣壓，並給予編號01E。
5月28日上午5時，美國國家颶風中心將其升格為熱帶風暴，並命名為安德烈斯（Andres）。
5月29日下午2時，美國國家颶風中心將其升格為一級颶風。
5月30日上午8時，美國國家颶風中心將其升格為二級颶風。
5月31日下午2時，美國國家颶風中心將其升格為三級颶風。下午8時，美國國家颶風中心將其升格為四級颶風。
6月1日下午2時，美國國家颶風中心將其降格為三級颶風。
6月2日上午2時，美國國家颶風中心將其降格為二級颶風。上午8時，美國國家颶風中心將其降格為一級颶風。
6月3日上午2時，美國國家颶風中心將其降格為熱帶風暴。
6月4日下午2時，美國國家颶風中心將其降格為熱帶低氣壓，並對其發出最後的警報。

### 颶風布蘭卡（Blanca）
2015年5月27日，一個低壓區在墨西哥南部海面上生成。上午5時，美國國家颶風中心（NHC）對其未來兩天發展評級為「LOW」並發展概率為10%，未來五天發展評級為「LOW」並發展概率為10%。
5月29日，美國海軍研究實驗室給予擾動編號93E。
5月31日上午5時，美國國家颶風中心對其未來兩天發展評級為「MEDIUM」並發展概率為40%，未來五天發展評級為「HIGH」並發展概率為80%。上午11時，美國國家颶風中心對其未來兩天發展評級為「HIGH」並發展概率為70%，未來五天發展評級為「HIGH」並發展概率為90%。下午3時30分，美國國家颶風中心將其升格為熱帶低氣壓，並給予編號02E。
6月1日上午8時，美國國家颶風中心將其升格為熱帶風暴，並命名為布蘭卡（Blanca）。
6月2日下午2時，美國國家颶風中心將其升格為一級颶風。
6月3日上午2時，美國國家颶風中心將其升格為二級颶風。上午8時，美國國家颶風中心直接將其升格為四級颶風。
6月4日上午2時，美國國家颶風中心將其降格為三級颶風。上午8時，美國國家颶風中心將其降格為二級颶風。
6月5日下午2時，美國國家颶風中心將其降格為一級颶風。下午8時，美國國家颶風中心再次將其升格為二級颶風。
6月6日上午2時，美國國家颶風中心再次將其升格為三級颶風。上午8時，美國國家颶風中心再次將其升格為四級颶風。下午2時，美國國家颶風中心將其降格為三級颶風。
6月7日上午2時，美國國家颶風中心將其降格為二級颶風。上午8時，美國國家颶風中心將其降格為一級颶風。下午2時，美國國家颶風中心將其降格為熱帶風暴。
6月8日下午2時，美國國家颶風中心將其降格為熱帶低氣壓。
6月9日上午2時，美國國家颶風中心對其發出最後的警報。

### 颶風卡洛斯（Carlos）
2015年6月2日，一個低壓區在薩爾瓦多南部海面上生成。下午5時，美國國家颶風中心（NHC）對其未來兩天發展評級為「LOW」並發展概率為0%，未來五天發展評級為「LOW」並發展概率為20%。
6月7日，美國海軍研究實驗室給予擾動編號94E。
6月8日上午11時，美國國家颶風中心對其未來兩天發展評級為「MEDIUM」並發展概率為50%，未來五天發展評級為「HIGH」並發展概率為90%。
6月9日下午11時，美國國家颶風中心對其未來兩天發展評級為「HIGH」並發展概率為70%，未來五天發展評級為「HIGH」並發展概率為90%。
6月10日下午2時，美國國家颶風中心將其升格為熱帶低氣壓，並給予編號03E。
6月11日上午8時，美國國家颶風中心將其升格為熱帶風暴，並命名為卡洛斯（Carlos）。
6月13日上午8時，美國國家颶風中心將其升格為一級颶風。
6月14日上午8時，美國國家颶風中心將其降格為熱帶風暴。
6月15日上午11時，美國國家颶風中心再次將其升格為一級颶風。
6月16日下午11時，美國國家颶風中心將其降格為熱帶風暴。
6月17日上午11時，美國國家颶風中心將其降格為熱帶低氣壓。下午2時，美國國家颶風中心對其發出最後的警報。

### 熱帶風暴埃拉（Ela）
2015年7月2日，一個低壓區在東太平洋海面上生成。同日，美國海軍研究實驗室給予擾動編號96E。上午11時，美國國家颶風中心（NHC）對其未來兩天發展評級為「LOW」並發展概率為0%，未來五天發展評級為「LOW」並發展概率為30%。
7月3日上午11時，美國國家颶風中心對其未來兩天發展評級為「MEDIUM」並發展概率為40%，未來五天發展評級為「HIGH」並發展概率為80%。
7月6日下午5時，美國國家颶風中心對其未來兩天發展評級為「HIGH」並發展概率為70%，未來五天發展評級為「HIGH」並發展概率為90%。
7月7日下午8時，美國國家颶風中心將其升格為熱帶低氣壓，並給予編號04E。
其後，04E進入中太平洋海域，因此改由中太平洋颶風中心（CPHC）發報。
（HST）7月8日下午8時，中太平洋颶風中心將其升格為熱帶風暴，並命名為埃拉（Ela）。
（HST）7月9日下午5時，中太平洋颶風中心將其降格為熱帶低氣壓。
（HST）7月10日上午5時，中太平洋颶風中心對其發出最後的警報。

### 熱帶風暴哈洛拉（Halola）
（HST）2015年7月6日，一個低壓區在金曼礁西北方海面上生成。同日，美國海軍研究實驗室給予擾動編號91C。
（HST）7月7日上午11時30分，中太平洋颶風中心在24小時內形成為熱帶氣旋的機會給予「LOW」的評級。
（HST）7月7日下午1時，中太平洋颶風中心對其評級提升為「MEDIUM」。下午7時，中太平洋颶風中心對其評級提升為「HIGH」。
（HST）7月9日下午11時，中太平洋颶風中心將其升格為熱帶低氣壓，並給予編號01C。
（HST）7月10日下午5時，中太平洋颶風中心將其升格為熱帶風暴，並命名為哈洛拉（Halola）。
其後，哈洛拉進入西北太平洋海域，中太平洋颶風中心發出最後的警報，並改由日本氣象廳發報。

### 熱帶風暴尤内（Iune）
（HST）2015年7月8日，一個低壓區在夏威夷群島東南方海面上生成。同日，美國海軍研究實驗室給予擾動編號92C。
（HST）7月9日下午11時，中太平洋颶風中心將其升格為熱帶低氣壓，並給予編號02C。
（HST）7月11日上午11時，中太平洋颶風中心將其升格為熱帶風暴，並命名為尤内（Iune）。
（HST）7月12日上午11時，中太平洋颶風中心將其降格為熱帶低氣壓。
（HST）7月13日上午5時，中太平洋颶風中心對其發出最後的警報。

### 颶風多洛雷斯（Dolores）
2015年7月9日，一個低壓區在墨西哥東南部海面上生成。同日，美國海軍研究實驗室給予擾動編號98E。上午5時，美國國家颶風中心（NHC）對其未來兩天發展評級為「LOW」並發展概率為0%，未來五天發展評級為「HIGH」並發展概率為70%。
7月10日上午5時，美國國家颶風中心對其未來兩天發展評級為「MEDIUM」並發展概率為40%，未來五天發展評級為「HIGH」並發展概率為90%。上午11時，美國國家颶風中心對其未來兩天發展評級為「HIGH」並發展概率為70%，未來五天發展評級為「HIGH」並發展概率為90%。
7月11日上午8時，美國國家颶風中心將其升格為熱帶低氣壓，並給予編號05E。
7月12日上午5時，美國國家颶風中心將其升格為熱帶風暴，並命名為多洛雷斯（Dolores）。
7月13日下午2時，美國國家颶風中心將其升格為一級颶風。
7月14日下午8時，美國國家颶風中心將其升格為二級颶風。
7月15日上午2時，美國國家颶風中心直接將其升格為四級颶風。下午2時，美國國家颶風中心將其降格為三級颶風。
7月16日下午2時，美國國家颶風中心將其降格為二級颶風。
7月17日上午2時，美國國家颶風中心將其降格為一級颶風。上午8時，美國國家颶風中心將其降格為熱帶風暴。
7月18日下午8時，美國國家颶風中心將其降格為熱帶低氣壓，並對其發出最後的警報。

### 熱帶風暴恩里克（Enrique）
2015年7月8日，一個低壓區在東太平洋海面上生成。同日，美國海軍研究實驗室給予擾動編號97E。下午5時，美國國家颶風中心（NHC）對其未來兩天發展評級為「LOW」並發展概率為10%，未來五天發展評級為「MEDIUM」並發展概率為50%。
7月9日下午11時，美國國家颶風中心對其未來兩天發展評級為「MEDIUM」並發展概率為40%，未來五天發展評級為「HIGH」並發展概率為80%。
7月10日上午5時，美國國家颶風中心對其未來兩天發展評級為「HIGH」並發展概率為70%，未來五天發展評級為「HIGH」並發展概率為90%。
7月12日上午9時，美國國家颶風中心將其升格為熱帶低氣壓，並給予編號06E。
7月13日上午2時，美國國家颶風中心將其升格為熱帶風暴，並命名為恩里克（Enrique）。
7月16日下午2時，美國國家颶風中心將其降格為熱帶低氣壓。
7月17日上午2時，美國國家颶風中心再次將其升格為熱帶風暴。下午2時，美國國家颶風中心將其降格為熱帶低氣壓。下午8時，美國國家颶風中心對其發出最後的警報。

### 熱帶風暴費利西亞（Felicia）
2015年7月16日，一個低壓區在墨西哥西南部海面上生成。同日，美國海軍研究實驗室給予擾動編號99E。上午11時，美國國家颶風中心（NHC）對其未來兩天發展評級為「LOW」並發展概率為0%，未來五天發展評級為「LOW」並發展概率為20%。
7月18日下午5時，美國國家颶風中心對其未來兩天發展評級為「MEDIUM」並發展概率為40%，未來五天發展評級為「HIGH」並發展概率為90%。
7月19日上午5時，美國國家颶風中心對其未來兩天發展評級為「HIGH」並發展概率為70%，未來五天發展評級為「HIGH」並發展概率為90%。
7月23日上午2時，美國國家颶風中心將其升格為熱帶低氣壓，並給予編號07E。上午8時，美國國家颶風中心將其升格為熱帶風暴，並命名為費利西亞（Felicia）。下午8時，美國國家颶風中心將其降格為熱帶低氣壓。
7月24日下午8時，美國國家颶風中心對其發出最後的警報。

### 颶風吉列爾莫（Guillermo）
2015年7月26日，一個低壓區在東太平洋海面上生成。同日，美國海軍研究實驗室給予擾動編號91E。下午5時，美國國家颶風中心（NHC）對其未來兩天發展評級為「LOW」並發展概率為0%，未來五天發展評級為「LOW」並發展概率為30%。
7月28日下午11時，美國國家颶風中心對其未來兩天發展評級為「MEDIUM」並發展概率為50%，未來五天發展評級為「HIGH」並發展概率為90%。
7月29日上午11時，美國國家颶風中心對其未來兩天發展評級為「HIGH」並發展概率為80%，未來五天發展評級為「HIGH」並發展概率為90%。下午8時，美國國家颶風中心將其升格為熱帶低氣壓，並給予編號09E。
7月30日上午2時，美國國家颶風中心將其升格為熱帶風暴，並命名為吉列爾莫（Guillermo）。
7月31日上午2時，美國國家颶風中心將其升格為一級颶風。下午2時，美國國家颶風中心將其升格為二級颶風。
其後，吉列爾莫進入中太平洋海域，因此改由中太平洋颶風中心（CPHC）發報。
（HST）8月2日上午11時，中太平洋颶風中心將其降格為一級颶風。
（HST）8月3日上午5時，中太平洋颶風中心將其降格為熱帶風暴。
（HST）8月6日下午5時，中太平洋颶風中心將其降格為熱帶低氣壓。
（HST）8月7日上午5時，中太平洋颶風中心對其發出最後的警報。

### 颶風希爾達（Hilda）
2015年8月2日，一個低壓區在東太平洋海面上生成。同日，美國海軍研究實驗室給予擾動編號92E。上午5時，美國國家颶風中心（NHC）對其未來兩天發展評級為「LOW」並發展概率為0%，未來五天發展評級為「LOW」並發展概率為20%。下午5時，美國國家颶風中心對其未來兩天發展評級為「MEDIUM」並發展概率為40%，未來五天發展評級為「HIGH」並發展概率為80%。
8月3日下午5時，美國國家颶風中心對其未來兩天發展評級為「MEDIUM」並發展概率為50%，未來五天發展評級為「HIGH」並發展概率為80%。
8月4日下午5時，美國國家颶風中心對其未來兩天發展評級為「HIGH」並發展概率為70%，未來五天發展評級為「HIGH」並發展概率為80%。
8月5日下午8時，美國國家颶風中心將其升格為熱帶低氣壓，並給予編號10E。
8月6日上午8時，美國國家颶風中心將其升格為熱帶風暴，並命名為希爾達（Hilda）。
8月7日下午2時，美國國家颶風中心將其升格為一級颶風。下午8時，美國國家颶風中心將其升格為二級颶風。
其後，希爾達進入中太平洋海域，因此改由中太平洋颶風中心（CPHC）發報。
（HST）8月8日上午5時，中太平洋颶風中心將其升格為三級颶風。上午11時，中太平洋颶風中心將其升格為四級颶風。下午11時，中太平洋颶風中心將其降格為三級颶風。
（HST）8月9日上午11時，中太平洋颶風中心將其降格為二級颶風。
（HST）8月10日上午5時，中太平洋颶風中心將其降格為一級颶風。
（HST）8月11日下午11時，中太平洋颶風中心將其降格為熱帶風暴。
（HST）8月13日上午11時，中太平洋颶風中心將其降格為熱帶低氣壓。下午5時，中太平洋颶風中心對其發出最後的警報。

### 颶風基洛（Kilo）
（HST）2015年8月18日，一個低壓區在夏威夷群島東南方海面上生成。同日，美國海軍研究實驗室給予擾動編號93C。下午5時，中太平洋颶風中心在24小時內形成為熱帶氣旋的機會給予「MEDIUM」並發展概率為50%。
（HST）8月20日上午8時，中太平洋颶風中心對其評級提升為「HIGH」並發展概率為90%。上午11時，中太平洋颶風中心將其升格為熱帶低氣壓，並給予編號03C。
（HST）8月21日上午5時，中太平洋颶風中心將其升格為熱帶風暴，並命名為基洛（Kilo）。下午5時，中太平洋颶風中心將其降格為熱帶低氣壓。
（HST）8月26日上午11時，中太平洋颶風中心再次將其升格為熱帶風暴。
（HST）8月28日下午11時，中太平洋颶風中心將其升格為一級颶風。
（HST）8月29日上午11時，中太平洋颶風中心直接將其升格為三級颶風。下午2時，中太平洋颶風中心將其升格為四級颶風。
（HST）8月30日上午11時，中太平洋颶風中心將其降格為三級颶風。下午11時，中太平洋颶風中心再次將其升格為四級颶風。
（HST）8月31日下午5時，中太平洋颶風中心將其降格為三級颶風。
其後，基洛進入西北太平洋海域，中太平洋颶風中心發出最後的警報，並改由日本氣象廳發報。

### 颶風洛克（Loke）
（HST）2015年8月20日，一個低壓區在約翰斯頓環礁西南方海面上生成。同日，美國海軍研究實驗室給予擾動編號94C。同時，中太平洋颶風中心在24小時內形成為熱帶氣旋的機會給予「LOW」並發展概率為10%。下午2時，中太平洋颶風中心對其評級提升為「MEDIUM」並發展概率為60%，對其未來兩天發展評級為「HIGH」並發展機率為90%。下午5時，中太平洋颶風中心將其升格為熱帶低氣壓，並給予編號04C。
（HST）8月21日上午11時，中太平洋颶風中心將其升格為熱帶風暴，並命名為洛克（Loke）。
（HST）8月22日上午5時，中太平洋颶風中心將其降格為熱帶低氣壓。下午5時，中太平洋颶風中心再次將其升格為熱帶風暴。
（HST）8月24日下午2時，中太平洋颶風中心將其升格為一級颶風。
（HST）8月25日上午11時，中太平洋颶風中心將其降格為熱帶風暴。

### 颶風伊格納西奧（Ignacio）
2015年8月20日，一個低壓區在東太平洋海面上生成。同日，美國海軍研究實驗室給予擾動編號95E。上午5時，美國國家颶風中心（NHC）對其未來兩天發展評級為「LOW」並發展概率為0%，未來五天發展評級為「LOW」並發展概率為30%。
8月23日下午5時，美國國家颶風中心對其未來兩天發展評級為「MEDIUM」並發展概率為50%，未來五天發展評級為「HIGH」並發展概率為70%。
8月24日上午5時，美國國家颶風中心對其未來兩天發展評級為「HIGH」並發展概率為70%，未來五天發展評級為「HIGH」並發展概率為80%。下午8時，美國國家颶風中心將其升格為熱帶低氣壓，並給予編號12E。
8月25日下午2時，美國國家颶風中心將其升格為熱帶風暴，並命名為伊格納西奧（Ignacio）。
8月26日下午8時，美國國家颶風中心將其升格為一級颶風。
其後，伊格納西奧進入中太平洋海域，因此改由中太平洋颶風中心（CPHC）發報。
（HST）8月29日上午5時，中太平洋颶風中心直接將其升格為三級颶風。上午11時，中太平洋颶風中心將其升格為四級颶風。
（HST）8月30日上午11時，中太平洋颶風中心將其降格為三級颶風。
（HST）8月31日上午5時，中太平洋颶風中心將其降格為二級颶風。下午11時，中太平洋颶風中心將其降格為一級颶風。
（HST）9月1日下午5時，中太平洋颶風中心將其降格為熱帶風暴。
（HST）9月2日下午5時，中太平洋颶風中心再次將其升格為一級颶風。
（HST）9月3日上午11時，中太平洋颶風中心將其降格為熱帶風暴。
（HST）9月4日上午5時，中太平洋颶風中心又再次將其升格為一級颶風。上午11時，中太平洋颶風中心再次將其降格為熱帶風暴。下午5時，中太平洋颶風中心認為伊格納西奧已經轉化為溫帶氣旋。

### 颶風希梅納（Jimena）
2015年8月23日，一個低壓區在墨西哥南部海面上生成。同日，美國海軍研究實驗室給予擾動編號96E。下午5時，美國國家颶風中心（NHC）對其未來兩天發展評級為「LOW」並發展概率為10%，未來五天發展評級為「HIGH」並發展概率為80%。
8月25日上午5時，美國國家颶風中心對其未來兩天發展評級為「MEDIUM」並發展概率為40%，未來五天發展評級為「HIGH」並發展概率為80%。下午11時，美國國家颶風中心對其未來兩天發展評級為「HIGH」並發展概率為70%，未來五天發展評級為「HIGH」並發展概率為90%。
8月26日下午2時，美國國家颶風中心將其升格為熱帶低氣壓，並給予編號13E。
8月27日上午2時，美國國家颶風中心將其升格為熱帶風暴，並命名為希梅納（Jimena）。
8月28日上午2時，美國國家颶風中心將其升格為一級颶風。下午2時，美國國家颶風中心將其升格為二級颶風。下午8時，美國國家颶風中心將其升格為三級颶風。
8月29日上午2時，美國國家颶風中心將其升格為四級颶風。
9月1日上午8時，美國國家颶風中心將其降格為三級颶風。
其後，希梅納進入中太平洋海域，因此改由中太平洋颶風中心（CPHC）發報。
（HST）9月2日上午5時，中太平洋颶風中心將其降格為二級颶風。
（HST）9月3日下午11時，中太平洋颶風中心將其降格為一級颶風。
（HST）9月5日下午5時，中太平洋颶風中心將其降格為熱帶風暴。
（HST）9月9日上午5時，中太平洋颶風中心將其降格為熱帶低氣壓。下午5時，中太平洋颶風中心對其發出最後的警報。

### 熱帶風暴凱文（Kevin）
2015年8月28日，一個低壓區在墨西哥西南部海面上生成。同日，美國海軍研究實驗室給予擾動編號97E。上午11時，美國國家颶風中心（NHC）對其未來兩天發展評級為「LOW」並發展概率為0%，未來五天發展評級為「MEDIUM」並發展概率為20%。
8月30日上午11時，美國國家颶風中心對其未來兩天發展評級為「MEDIUM」並發展概率為50%，未來五天發展評級為「HIGH」並發展概率為80%。下午5時，美國國家颶風中心對其未來兩天發展評級為「HIGH」並發展概率為70%，未來五天發展評級為「HIGH」並發展概率為90%。
8月31日下午2時，美國國家颶風中心將其升格為熱帶低氣壓，並給予編號14E。
9月3日上午2時，美國國家颶風中心將其升格為熱帶風暴，並命名為凱文（Kevin）。
9月5日上午8時，美國國家颶風中心將其降格為熱帶低氣壓，並對其發出最後的警報。

### 颶風琳達（Linda）
2015年9月2日，一個低壓區在墨西哥南部海面上生成。同日，美國海軍研究實驗室給予擾動編號98E。下午5時，美國國家颶風中心（NHC）對其未來兩天發展評級為「LOW」並發展概率為0%，未來五天發展評級為「LOW」並發展概率為20%。
9月4日下午5時，美國國家颶風中心對其未來兩天發展評級為「MEDIUM」並發展概率為60%，未來五天發展評級為「HIGH」並發展概率為80%。下午11時，美國國家颶風中心對其未來兩天發展評級為「HIGH」並發展概率為70%，未來五天發展評級為「HIGH」並發展概率為90%。
9月5日下午8時，美國國家颶風中心將其升格為熱帶低氣壓，並給予編號15E。
9月6日上午8時，美國國家颶風中心將其升格為熱帶風暴，並命名為琳達（Linda）。下午8時，美國國家颶風中心將其升格為一級颶風。
9月7日上午8時，美國國家颶風中心將其升格為二級颶風。下午8時，美國國家颶風中心將其降格為一級颶風。
9月8日上午8時，美國國家颶風中心直接將其升格為三級颶風。
9月9日上午2時，美國國家颶風中心將其降格為二級颶風。上午8時，美國國家颶風中心將其降格為一級颶風。下午2時，美國國家颶風中心將其降格為熱帶風暴。
9月10日下午2時，美國國家颶風中心將其降格為熱帶低氣壓，並對其發出最後的警報。

### 熱帶風暴瑪麗亞（Malia）
（HST）2015年9月15日，一個低壓區在約翰斯頓環礁西部海面上生成。同日，美國海軍研究實驗室給予擾動編號95C。中太平洋颶風中心（CPHC）對其未來兩天發展評級為「LOW」並發展概率為10%。
（HST）9月16日，中太平洋颶風中心對其未來兩天發展評級為「MEDIUM」並發展概率為40%。
（HST）9月18日，中太平洋颶風中心對其未來兩天發展評級為「HIGH」並發展概率為90%，下午5時，中太平洋颶風中心將其升格為熱帶低氣壓，並給予編號05C。
（HST）9月21日上午2時，中太平洋颶風中心將其升格為熱帶風暴，並命名為瑪麗亞（Malia）。
（HST）9月22日上午11時，中太平洋颶風中心對其發出最後的警報。

### 熱帶風暴尼亞拉（Niala）
（HST）9月24日下午5時，中太平洋颶風中心將其升格為熱帶低氣壓，並給予編號06C。
（HST）9月25日上午5時，中太平洋颶風中心將其升格為熱帶風暴，並命名為尼亞拉（Niala）。
（HST）9月28日上午5時，中太平洋颶風中心將其降格為熱帶低氣壓。下午5時，中太平洋颶風中心對其發出最後的警報。

### 颶風馬蒂（Marty）
2015年9月25日，一個低壓區在墨西哥東南部海面上生成。同日，美國海軍研究實驗室給予擾動編號92E。上午5時，美國國家颶風中心（NHC）對其未來兩天發展評級為「LOW」並發展概率為30%，未來五天發展評級為「HIGH」並發展概率為80%。上午11時，美國國家颶風中心對其未來兩天發展評級為「MEDIUM」並發展概率為50%，未來五天發展評級為「HIGH」並發展概率為90%。下午5時，美國國家颶風中心對其未來兩天發展評級為「HIGH」並發展概率為70%，未來五天發展評級為「HIGH」並發展概率為90%。
9月26日下午2時，美國國家颶風中心將其升格為熱帶低氣壓，並給予編號17E。下午8時，美國國家颶風中心將其升格為熱帶風暴，並命名為馬蒂（Marty）。
9月28日下午2時，美國國家颶風中心將其升格為一級颶風。下午11時，美國國家颶風中心將其降格為熱帶風暴。
9月30日上午2時，美國國家颶風中心將其降格為熱帶低氣壓。
10月1日上午2時，美國國家颶風中心對其發出最後的警報。

### 颶風歐霍（Oho）
（HST）10月2日下午11時，中太平洋颶風中心將其升格為熱帶低氣壓，並給予編號07C。
（HST）10月3日上午5時，中太平洋颶風中心將其升格為熱帶風暴，並命名為歐霍（Oho）。
（HST）10月6日上午5時，中太平洋颶風中心將其升格為一級颶風。下午11時，中太平洋颶風中心將其升格為二級颶風。
（HST）10月7日下午5時，中太平洋颶風中心將其降格為一級颶風。下午11時，中太平洋颶風中心將其降格為熱帶風暴。
（HST）10月8日上午5時，中太平洋颶風中心認為歐霍已經轉化為溫帶氣旋。

### 熱帶風暴諾拉（Nora）
2015年10月6日，一個低壓區在東太平洋海面上生成。同日，美國海軍研究實驗室給予擾動編號95E。上午11時，美國國家颶風中心（NHC）對其未來兩天發展評級為「LOW」並發展概率為10%，未來五天發展評級為「MEDIUM」並發展概率為40%。
10月7日上午5時，美國國家颶風中心對其未來兩天發展評級為「MEDIUM」並發展概率為40%，未來五天發展評級為「HIGH」並發展概率為70%。
10月8日下午11時，美國國家颶風中心對其未來兩天發展評級為「HIGH」並發展概率為70%，未來五天發展評級為「HIGH」並發展概率為90%。
10月9日上午8時，美國國家颶風中心將其升格為熱帶低氣壓，並給予編號18E。下午8時，美國國家颶風中心將其升格為熱帶風暴，並命名為諾拉（Nora）。
其後，諾拉進入中太平洋海域，因此改由中太平洋颶風中心（CPHC）發報。
（HST）10月13日下午5時，中太平洋颶風中心將其降格為熱帶低氣壓。
（HST）10月15日上午11時，中太平洋颶風中心對其發出最後的警報。

### 颶風奧拉夫（Olaf）
2015年10月9日，一個低壓區在哥斯達黎加西部海面上生成。同日，美國海軍研究實驗室給予擾動編號96E。上午11時，美國國家颶風中心（NHC）對其未來兩天發展評級為「LOW」並發展概率為10%，未來五天發展評級為「MEDIUM」並發展概率為50%。
10月13日下午5時，美國國家颶風中心對其未來兩天發展評級為「MEDIUM」並發展概率為40%，未來五天發展評級為「HIGH」並發展概率為80%。
10月14日上午11時，美國國家颶風中心對其未來兩天發展評級為「HIGH」並發展概率為70%，未來五天發展評級為「HIGH」並發展概率為90%。下午8時，美國國家颶風中心將其升格為熱帶低氣壓，並給予編號19E。
10月16日下午8時，美國國家颶風中心將其升格為熱帶風暴，並命名為奧拉夫（Olaf）。
10月18日上午2時，美國國家颶風中心將其升格為一級颶風，成為東太平洋最低緯度形成的颶風。下午8時，美國國家颶風中心將其升格為二級颶風。
10月19日上午8時，美國國家颶風中心將其升格為三級颶風，成為東太平洋最低緯度形成的大型颶風。下午2時，美國國家颶風中心將其升格為四級颶風。
其後，奧拉夫進入中太平洋海域，因此改由中太平洋颶風中心（CPHC）發報。
（HST）10月21日上午5時，中太平洋颶風中心將其降格為三級颶風。
（HST）10月22日上午11時，中太平洋颶風中心將其降格為二級颶風。下午11時，中太平洋颶風中心再次將其升格為三級颶風。
（HST）10月24日上午11時，中太平洋颶風中心將其降格為二級颶風。下午11時，中太平洋颶風中心將其降格為一級颶風。
（HST）10月25日下午11時，中太平洋颶風中心將其降格為熱帶風暴。
其後，奧拉夫返回東太平洋海域，因此改由美國國家颶風中心（NHC）發報。
10月27日上午8時，美國國家颶風中心對其發出最後的警報。

### 颶風帕特里夏（Patricia）
2015年10月17日，一個低壓區在墨西哥東南部海面上生成。同日，美國海軍研究實驗室給予擾動編號97E。上午5時，美國國家颶風中心（NHC）對其未來兩天發展評級為「LOW」並發展概率為10%，未來五天發展評級為「HIGH」並發展概率為80%。
10月18日上午11時，美國國家颶風中心對其未來兩天發展評級為「MEDIUM」並發展概率為40%，未來五天發展評級為「HIGH」並發展概率為80%。
10月19日上午11時，美國國家颶風中心對其未來兩天發展評級為「HIGH」並發展概率為70%，未來五天發展評級為「HIGH」並發展概率為90%。
10月20日上午8時，美國國家颶風中心將其升格為熱帶低氣壓，並給予編號20E。下午8時，美國國家颶風中心將其升格為熱帶風暴，並命名為派翠莎（Patricia）。
10月22日上午2時，美國國家颶風中心將其升格為一級颶風。上午8時，美國國家颶風中心將其升格為二級颶風。上午11時，美國國家颶風中心直接將其升格為四級颶風。下午8時，美國國家颶風中心將其升格為五級颶風。
10月23日下午8時，美國國家颶風中心將其降格為四級颶風。下午11時，美國國家颶風中心直接將其降格為二級颶風。
10月24日上午2時，美國國家颶風中心將其降格為一級颶風。上午5時，美國國家颶風中心將其降格為熱帶風暴。上午8時，美國國家颶風中心將其降格為熱帶低氣壓。下午2時，美國國家颶風中心對其發出最後的警報。

### 熱帶風暴里克（Rick）
2015年11月14日，一個低壓區在墨西哥西南部海面上生成。同日，美國海軍研究實驗室給予擾動編號98E。上午10時，美國國家颶風中心（NHC）對其未來兩天發展評級為「LOW」並發展概率為0%，未來五天發展評級為「LOW」並發展概率為20%。
11月17日上午10時，美國國家颶風中心對其未來兩天發展評級為「MEDIUM」並發展概率為40%，未來五天發展評級為「HIGH」並發展概率為70%。
11月18日上午6時35分，美國國家颶風中心對其未來兩天發展評級為「HIGH」並發展概率為90%，未來五天發展評級為「HIGH」並發展概率為90%。上午8時，美國國家颶風中心將其升格為熱帶低氣壓，並給予編號21E。
11月19日上午7時，美國國家颶風中心將其升格為熱帶風暴，並命名為里克（Rick）。
11月22日上午1時，美國國家颶風中心將其降格為熱帶低氣壓。下午1時，美國國家颶風中心對其發出最後的警報。

### 颶風桑德拉（Sandra）
2015年11月20日，一個低壓區在墨西哥南部海面上生成。同日，美國海軍研究實驗室給予擾動編號98E。下午4時，美國國家颶風中心（NHC）對其未來兩天發展評級為「LOW」並發展概率為0%，未來五天發展評級為「HIGH」並發展概率為70%。
11月21日下午5時，美國國家颶風中心對其未來兩天發展評級為「MEDIUM」並發展概率為50%，未來五天發展評級為「HIGH」並發展概率為90%。
11月22日上午4時，美國國家颶風中心對其未來兩天發展評級為「HIGH」並發展概率為70%，未來五天發展評級為「HIGH」並發展概率為90%。
11月23日下午1時，美國國家颶風中心將其升格為熱帶低氣壓，並給予編號22E。
11月24日上午1時，美國國家颶風中心將其升格為熱帶風暴，並命名為桑德拉（Sandra）。下午7時，美國國家颶風中心將其升格為一級颶風。
11月25日上午7時，美國國家颶風中心將其升格為二級颶風。下午1時，美國國家颶風中心將其升格為三級颶風。
11月26日上午1時，美國國家颶風中心將其升格為四級颶風。下午1時，美國國家颶風中心將其降格為三級颶風。下午10時，美國國家颶風中心將其降格為二級颶風。
11月27日上午10時，美國國家颶風中心將其降格為一級颶風。下午4時，美國國家颶風中心將其降格為熱帶風暴。
11月28日上午7時，美國國家颶風中心將其降格為熱帶低氣壓，並對其發出最後的警報。

## 其他熱帶氣旋
除了被國家颶風中心和中太平洋颶風中心命名的熱帶氣旋外，還有一些沒被命名的熱帶低氣壓。以下列出那些熱帶氣旋的資料。

### 熱帶低氣壓08E
2015年7月25日，一個低壓區在東太平洋海面上生成。同日，美國海軍研究實驗室給予擾動編號90E。上午5時，美國國家颶風中心（NHC）對其未來兩天發展評級為「LOW」並發展概率為0%，未來五天發展評級為「LOW」並發展概率為20%。
7月26日上午11時，美國國家颶風中心對其未來兩天發展評級為「MEDIUM」並發展概率為40%，未來五天發展評級為「HIGH」並發展概率為90%。
7月27日上午11時，美國國家颶風中心對其未來兩天發展評級為「HIGH」並發展概率為80%，未來五天發展評級為「HIGH」並發展概率為80%。下午2時，美國國家颶風中心將其升格為熱帶低氣壓，並給予編號08E。
7月30日上午8時，美國國家颶風中心對其發出最後的警報。

### 熱帶低氣壓11E
2015年8月11日，一個低壓區在墨西哥南部海面上生成。同日，美國海軍研究實驗室給予擾動編號94E。下午5時，美國國家颶風中心（NHC）對其未來兩天發展評級為「LOW」並發展概率為10%，未來五天發展評級為「HIGH」並發展概率為80%。
8月12日下午11時，美國國家颶風中心對其未來兩天發展評級為「MEDIUM」並發展概率為40%，未來五天發展評級為「HIGH」並發展概率為90%。
8月14日上午5時，美國國家颶風中心對其未來兩天發展評級為「HIGH」並發展概率為70%，未來五天發展評級為「HIGH」並發展概率為90%。
8月15日下午2時，美國國家颶風中心將其升格為熱帶低氣壓，並給予編號11E。
8月18日上午2時，美國國家颶風中心對其發出最後的警報。

### 熱帶低氣壓16E
2015年9月12日，一個低壓區在墨西哥西南部海面上生成。同日，美國海軍研究實驗室給予擾動編號99E。下午5時，美國國家颶風中心（NHC）對其未來兩天發展評級為「LOW」並發展概率為10%，未來五天發展評級為「LOW」並發展概率為20%。
9月18日上午11時，美國國家颶風中心對其未來兩天發展評級為「MEDIUM」並發展概率為40%，未來五天發展評級為「MEDIUM」並發展概率為40%。
9月19日上午11時，美國國家颶風中心對其未來兩天發展評級為「HIGH」並發展概率為70%，未來五天發展評級為「HIGH」並發展概率為70%。
9月20日下午2時，美國國家颶風中心將其升格為熱帶低氣壓，並給予編號16E。
9月21日下午2時，美國國家颶風中心對其發出最後的警報。

### 熱帶低氣壓08C
（HST）10月3日上午5時，中太平洋颶風中心將其升格為熱帶低氣壓，並給予編號08C。
（HST）10月5日上午5時，中太平洋颶風中心對其發出最後的警報。

## 風暴名稱

### 東太平洋
下面的名字將被用於於2015年在東北太平洋形成而又被命名的風暴。如果有退役名稱的話，將由世界氣象組織在2016年春天宣布。在這個名單中未退役的名字將在2021年的風季中再次使用。黑色體字表示今年已經使用過，黑色粗體名稱則表示該風暴活躍中，未使用之名字則以灰色字體表示。
| - Andres - Blanca - Carlos - Dolores - Enrique - Felicia - Guillermo - Hilda | - Ignacio - Jimena - Kevin - Linda - Marty - Nora - Olaf - Patricia | - Rick - Sandra - Terry（未用） - Vivian（未用） - Waldo（未用） - Xina（未用） - York（未用） - Zelda（未用） |

### 中太平洋
下列名稱將用於2015年在中太平洋形成的風暴。2015年的中太平洋飓风活动异常活跃，截至10月中命名的风暴数量达到8个，達到此前记录保持者——1982年风季（4个）的两倍。
| - Ela - Halola - Iune - Kilo | - Loke - Malia - Niala - Oho | - Pali（未用） - Ulika（未用） - Walaka（未用） - Akoni（未用） |

## 颶風季影響
以下圖表顯示了2015年太平洋颶風季的所有熱帶氣旋以及它們的登陸資料(如有)。在括號內的死亡人數屬於非直接，但仍與風暴有關的死亡。所有破壞及死亡數字都包括風暴在擾動及溫帶氣旋階段時的資料。
ACE的計算公式：{\displaystyle \sum _{}^{}{\frac {{v_{\mathrm {max} }}^{2}}{10^{4}}},}，單位為{\displaystyle 10^{4}kt^{2}}。
| 萨菲尔-辛普森飓风风力等级 |    |    |    |    |    |    |
| TD                        | TS | C1 | C2 | C3 | C4 | C5 |

| 风暴名称      | 持续日期                         | 风暴最高强度 | 最大持续风速 | 最低气压 （百帕） | ACE     | 登陆                                           | 登陆           | 登陆     | 损失 （百万美元） | 死亡人数 |
| 风暴名称      | 持续日期                         | 风暴最高强度 | 最大持续风速 | 最低气压 （百帕） | ACE     | 地点                                           | 时间           | 风速     | 损失 （百万美元） | 死亡人数 |
| ------------- | -------------------------------- | ------------ | ------------ | ----------------- | ------- | ---------------------------------------------- | -------------- | -------- | ----------------- | -------- |
| 安德烈斯      | 5月27日－6月4日                  | 四级飓风     | 230 km/h     | 939               | 19.175  | 没有登陆                                       | 没有登陆       | 没有登陆 | 0                 | 0        |
| 布蘭卡        | 5月31日－6月9日                  | 四级飓风     | 230 km/h     | 936               | 20.6575 | 墨西哥南下加利福尼亞州科蒙都聖瑪格麗塔島沿海   | 6月8日3時30分  | 85 km/h  | 0.133             | 4        |
| 布蘭卡        | 5月31日－6月9日                  | 四级飓风     | 230 km/h     | 936               | 20.6575 | 墨西哥南下加利福尼亞州科蒙都萊瓜沿海           | 6月8日4時15分  | 75 km/h  | 0.133             | 4        |
| 布蘭卡        | 5月31日－6月9日                  | 四级飓风     | 230 km/h     | 936               | 20.6575 | 墨西哥南下加利福尼亞州穆萊赫埃爾比斯卡伊諾沿海 | 6月8日12時30分 | 55 km/h  | 0.133             | 4        |
| 卡洛斯        | 6月10日－6月17日                 | 一级飓风     | 150 km/h     | 978               | 9.285   | 墨西哥哈利斯科州拉韋爾塔沿海                   | 6月17日2時     | 85 km/h  | 1                 | 0        |
| 埃拉          | 7月7日－7月10日                  | 热带风暴     | 65 km/h      | 1003              | 0.3675  | 没有登陆                                       | 没有登陆       | 没有登陆 | 0                 | 0        |
| 哈洛拉        | 7月9日－7月12日（離開中太平洋）  | 热带风暴     | 95 km/h      | 999               | 22.0325 | 没有登陆                                       | 没有登陆       | 没有登陆 | 0                 | 0        |
| 尤内          | 7月9日－7月13日                  | 热带风暴     | 65 km/h      | 1003              | 0.49    | 没有登陆                                       | 没有登陆       | 没有登陆 | 0                 | 0        |
| 多洛雷斯      | 7月11日－7月18日                 | 四级飓风     | 215 km/h     | 946               | 15.9475 | 没有登陆                                       | 没有登陆       | 没有登陆 | 50                | 0        |
| 恩里克        | 7月12日－7月17日                 | 热带风暴     | 85 km/h      | 1000              | 2.435   | 没有登陆                                       | 没有登陆       | 没有登陆 | 0                 | 0        |
| 費利西亞      | 7月23日－7月24日                 | 热带风暴     | 65 km/h      | 1004              | 0.245   | 没有登陆                                       | 没有登陆       | 没有登陆 | 0                 | 0        |
| 08E           | 7月27日－7月30日                 | 热带低氣压   | 55 km/h      | 1007              | 0       | 没有登陆                                       | 没有登陆       | 没有登陆 | 0                 | 0        |
| 吉列爾莫      | 7月29日－8月7日                  | 二级飓风     | 175 km/h     | 967               | 13.905  | 没有登陆                                       | 没有登陆       | 没有登陆 | 0                 | 0        |
| 希爾達        | 8月5日－8月13日                  | 四级飓风     | 220 km/h     | 946               | 16.385  | 没有登陆                                       | 没有登陆       | 没有登陆 | 0                 | 0        |
| 11E           | 8月15日－8月18日                 | 热带低氣压   | 55 km/h      | 1003              | 0       | 没有登陆                                       | 没有登陆       | 没有登陆 | 0                 | 0        |
| 奇羅          | 8月20日－8月31日（離開中太平洋） | 四级飓风     | 220 km/h     | 940               | 40.0175 | 没有登陆                                       | 没有登陆       | 没有登陆 | 0                 | 0        |
| 羅克          | 8月20日－8月25日                 | 一级飓风     | 120 km/h     | 985               | 4.6925  | 没有登陆                                       | 没有登陆       | 没有登陆 | 0                 | 0        |
| 伊格納西奧    | 8月25日－9月4日                  | 四级飓风     | 230 km/h     | 942               | 25.475  | 没有登陆                                       | 没有登陆       | 没有登陆 | 0                 | 0        |
| 希梅納        | 8月26日－9月9日                  | 四级飓风     | 240 km/h     | 936               | 40.1175 | 没有登陆                                       | 没有登陆       | 没有登陆 | 0                 | 0        |
| 凱文          | 8月31日－9月5日                  | 热带风暴     | 95 km/h      | 998               | 2.47    | 没有登陆                                       | 没有登陆       | 没有登陆 | 0                 | 0        |
| 琳達          | 9月5日－9月10日                  | 三级飓风     | 205 km/h     | 951               | 9.745   | 没有登陆                                       | 没有登陆       | 没有登陆 | 3.73              | 22       |
| 瑪麗亞        | 9月18日－9月23日                 | 热带风暴     | 65 km/h      | 1001              | 0.735   | 没有登陆                                       | 没有登陆       | 没有登陆 | 0                 | 0        |
| 16E           | 9月20日－9月21日                 | 热带低氣压   | 55 km/h      | 1002              | 0       | 没有登陆                                       | 没有登陆       | 没有登陆 | 17.7              | 1        |
| 尼亞拉        | 9月24日－9月28日                 | 热带风暴     | 100 km/h     | 992               | 2.4325  | 没有登陆                                       | 没有登陆       | 没有登陆 | 0                 | 0        |
| 馬蒂          | 9月26日－10月1日                 | 一级飓风     | 130 km/h     | 986               | 3.9325  | 没有登陆                                       | 没有登陆       | 没有登陆 | 0                 | 0        |
| 歐霍          | 10月2日－10月8日                 | 二级飓风     | 175 km/h     | 957               | 7.32    | 没有登陆                                       | 没有登陆       | 没有登陆 | 0                 | 0        |
| 08C           | 10月3日－10月4日                 | 热带低氣压   | 55 km/h      | 1001              | 0       | 没有登陆                                       | 没有登陆       | 没有登陆 | 0                 | 0        |
| 諾拉          | 10月9日－10月15日                | 热带风暴     | 110 km/h     | 993               | 3.8     | 没有登陆                                       | 没有登陆       | 没有登陆 | 0                 | 0        |
| 奧拉夫        | 10月14日－10月29日               | 四级飓风     | 240 km/h     | 938               | 35.075  | 没有登陆                                       | 没有登陆       | 没有登陆 | 0                 | 0        |
| 帕特里夏      | 10月20日－10月24日               | 五级飓风     | 345 km/h     | 872               | 17.885  | 墨西哥哈利斯科州拉韋爾塔沿海                   | 10月23日16時   | 240 km/h | 460               | 8（5）   |
| 里克          | 11月18日－11月22日               | 热带风暴     | 65 km/h      | 1002              | 1.2625  | 没有登陆                                       | 没有登陆       | 没有登陆 | 0                 | 0        |
| 桑德拉        | 11月23日－11月28日               | 四级飓风     | 230 km/h     | 935               | 13.3475 | 没有登陆                                       | 没有登陆       | 没有登陆 | 很少              | 4        |
| 09C           | 2015年12月31日－2016年1月1日     | 热带低氣压   | 55 km/h      | 1001              | 0       | 没有登陆                                       | 没有登陆       | 没有登陆 | 0                 | 0        |
| 季节总结      |                                  |              |              |                   |         |                                                |                |          |                   |          |
| 31個 熱帶氣旋 | 2015年5月27日－2016年1月1日      |              | 345 km/h     | 872               | 329.23  | 5次登陆                                        | 5次登陆        | 5次登陆  | 562.563           | 39（5）  |

## 內部連結
- 2015年太平洋颱風季
- 2015年大西洋颶風季
- 2015年北印度洋氣旋季
- 2014－2015年西南印度洋熱帶氣旋季
- 2014－2015年澳洲地區熱帶氣旋季
- 2014－2015年南太平洋熱帶氣旋季
- 2015－2016年西南印度洋熱帶氣旋季
- 2015－2016年澳洲地區熱帶氣旋季
- 2015－2016年南太平洋熱帶氣旋季

## 外部連結
- 美國國家颶風中心（页面存档备份，存于）
- 美國中太平洋颶風中心（页面存档备份，存于）
- 美國海軍實驗室（页面存档备份，存于）
- ACE（页面存档备份，存于）

| A    | B   | C | E* | H*  | I* | D    | E  |   |            |
|      |     |   |    |     |    |      |    |   |            |
| F    | 08E | G | H  | 11E | K* | L*   | I  |   |            |
|      |     |   |    |     |    |      |    |   |            |
| J    | K   | L | M* | 16E | N* | M    | O* |   |            |
|      |     |   |    |     |    |      |    |   |            |
| 08C* | N   | O | P  | R   | S  | 09C* |    | 5 | P （历史） |

| 萨菲尔-辛普森飓风风力等级 |    |    |    |    |    |    |
| TD                        | TS | C1 | C2 | C3 | C4 | C5 |